# Андреев, Борис Михайлович
Бори́с Миха́йлович Андре́ев (27 ноября 1917 — 24 февраля 1989) — участник Великой Отечественной войны, машинист локомотивного депо Краснодар Северо-Кавказской железной дороги. Герой Социалистического Труда (1959). Член КПСС с 1946 года.

## Биография
Родился 27 ноября 1917 года в селе Иваново Грязинского уезда Воронежской губернии, ныне не существует, находилось на территории современного Грязинского района Липецкой области. Из семьи крестьянина. Русский.
Окончил неполную среднюю школу, затем школу помощников машинистов локомотивов в Краснодаре в 1936 году. С 1936 года работал помощником машиниста паровоза в локомотивном депо станции Краснодар.
В октябре 1938 года призван в Красную Армию Октябрьским районным военкоматом Краснодара. Служил в железнодорожных войсках, где освоил специальность машиниста паровоза. Участник Великой Отечественной войны с апреля 1944 года, машинист паровоза 11-го эксплуатационного железнодорожного полка 1-го военно-эксплуатационного управления на 3-м Белорусском фронте. В образцовом виде содержал паровоз, неукоснительно выполнял задания по доставке грузов на фронт. Мастер лунинского движения по ремонту локомотивов силами бригады, за счет выполнения ремонтов без постановки паровоза в депо выполнил несколько сверхплановых рейсов и доставил на фронт дополнительно к плану тысячи тонн грузов. Первым в полку освоил движение тяжеловесных поездов к фронту с целью снизить количество рейсов. За доставку грузов на фронт с большим риском для жизни награждён боевым орденом.
В 1947 году старший сержант Б. М. Андреев демобилизован.
С 1947 года на протяжении 37 лет работал в локомотивном депо Краснодар Северо-Кавказской железной дороги: машинист паровоза, машинист электровоза, машинист-инструктор. Окончил Краснодарский вечерний железнодорожный техникум. Опытнейший профессионал, неизменно передовой работник, освоил множество передовых методов работы. Позднее как наставник обучил десятки локомотивных бригад.
За выдающиеся успехи, достигнутые в деле развития железнодорожного транспорта, Указом Президиума Верховного Совета СССР от 1 августа 1959 года Андрееву Борису Михайловичу присвоено звание Героя Социалистического Труда с вручением ордена Ленина и золотой медалью «Серп и Молот».
Член ВКП(б)/КПСС с 1946 года. Депутат Октябрьского районного города Краснодара Совета депутатов трудящихся.
С 1984 года — на пенсии.
Жил в Краснодаре. Скончался 24 февраля 1989 года. Похоронен в Краснодаре.

## Награды
Борис Михайлович Андреев был удостоен следующих наград:
- Звание Герой Социалистического Труда (1 августа 1959):
Медаль «Серп и Молот» (1 августа 1959 — № 9239);
Орден Ленина (1 августа 1959 — № 281121);
- Орден Отечественной войны 2-й степени (11 марта 1985);
- Орден Красной Звезды (2 мая 1945)
- Медаль «За трудовое отличие» (1 августа 1953);
- Медаль «За победу над Германией в Великой Отечественной войне 1941—1945 гг.»
- Медаль «В ознаменование 100-летия со дня рождения Владимира Ильича Ленина»
- Медаль  «Двадцать лет Победы в Великой Отечественной войне 1941—1945 гг.»
- Знак «25 лет победы в Великой Отечественной войне»
- Медаль «Тридцать лет Победы в Великой Отечественной войне 1941—1945 гг.»
- Медаль «Ветеран труда»
- Юбилейная медаль «50 лет Вооружённых Сил СССР»
- Юбилейная медаль «60 лет Вооружённых Сил СССР»